# 탈리슈족
탈리쉬족(Talysh)은 아제르바이잔과 이란에 걸친 카스피해 서안 지역(탈리쉬)에 주로 거주하는 이란계 민족이다. 이 지역의 주요 도시이자 탈리쉬족의 거점으로 란카란이 있다.
언어는 주로 북서이란어군에 속하는 탈리쉬어를 사용하며 대부분 시아파 무슬림이다. 인구수는 약 1,200,000명 정도로 추산되는데 그 중 이란에 약 430,000명, 아제르바이잔에 약 600,000명이 거주한다. 오늘날 비교적 높은 출산율과 평균수명으로 인구 증가가 가파르다.